# Bernardo Romeo
Pour les articles homonymes, voir Romeo.
Bernardo Daniel Romeo (né le 10 septembre 1977 à Tandil en Argentine) est un footballeur argentin, qui évolue au poste d'attaquant.

## Biographie
Romeo commence sa carrière professionnelle en 1995 avec les Estudiantes de La Plata, son club formateur. Il joue 40 matchs en Argentina Primera División avant de rejoindre le club du Club Atlético San Lorenzo de Almagro, avec qui il trouve les filets 15 fois en 17 matchs lors de la Clausura 2001.
Les performances Romeo le font remarquer du côté de l'Europe et plus dans le club allemand du Hamburger SV, qui l'achète et avec qui il reste jusqu'en 2005. En janvier 2005, il est prêté en Espagne au RCD Majorque pour six mois.
Il signe ensuite dans l'équipe du CA Osasuna, où il ne marque que 4 buts en 24 matchs.
À l'été 2007, il retourne au pays, dans son ancien club du San Lorenzo, marquant son empreinte au club car il marque plus de 100 buts pour le club (toutes compétitions confondues). En juillet 2010, il s'engage avec le club argentin du Quilmes.

## Carrière internationale
Romeo fait une bonne partie de sa carrière internationale avec l'équipe des moins de 20 ans de l'Argentine, avec qui il remporte le mondial des -20 ans 1997. Lors de cette compétition, il inscrit 6 buts en 7 matchs en Malaisie. 
Il joue ensuite quatre matchs en équipe A (un but) entre 2001 et 2004.

## Palmarès

### Club
- Primera División Argentina : Clausura 2001 (également meilleur buteur)

### Sélection
- Coupe du monde des moins de 20 ans : 1997